# Amphoe Phan
Amphoe Phan (Thai: อำเภอ พาน, Aussprache: ʔāmpʰɤ̄ː pʰāːn) ist ein Landkreis (Amphoe – Verwaltungs-Distrikt) in der Provinz Chiang Rai. Die Provinz Chiang Rai liegt in der Nordregion von Thailand. 

## Geographie
Amphoe Phan liegt im Süden der Provinz, die Entfernung zur Provinzhauptstadt Chiang Rai beträgt etwa 40 Kilometer.
Benachbarte Bezirke (von Südwesten im Uhrzeigersinn): die Amphoe Wiang Pa Pao, Mae Suai, Mae Lao, Mueang Chiang Rai und Pa Daet der Provinz Chiang Rai, Amphoe Mae Chai der Provinz Phayao sowie Amphoe Wang Nuea der Provinz Lampang.

## Wirtschaft
Im Landkreis gibt es zahlreiche, sehr weitläufige Fischzucht-Anstalten. Gezüchtet wird hier fast ausschließlich der Buntbarsch Oreochromis niloticus (in Thai: ปลานิล - „Pla Nin“), der sogar bis Europa exportiert wird. Aus diesem Fisch werden außerdem einige Produkte der Reihe OTOP („One Tambon One Product“) hergestellt, wie zum Beispiel Fischpaste (น้ำพริกเผาปลานิล) oder Reiscracker (ข้าวเกรียบปลานิล).

## Geschichte
Amphoe Phan wurde in den 1840er-Jahren von Siedlern aus der Gegend von Lamphun erschlossen. Noch bis ins frühe 20. Jahrhundert gehörte der Bezirk als Exklave zur Provinz Lamphun, weil Aussiedler bei den Tai-Völkern traditionell die Bindung zu ihrem Herrscher behielten, auch wenn sie sich in einer anderen Umgebung ansiedelten und die modernen Provinzen in Nordthailand aus den früheren Fürstentümern Lan Nas entstanden sind. Erst nachdem diese endgültig abgeschafft waren, wurde die Grenzziehung vereinfacht und Amphoe Phan der Provinz Chiang Rai zugeschlagen.

## Sehenswürdigkeiten
- Der Phra That Chom Wae (พระธาตุจอมแว่) liegt auf einer alten Lanna-Pilger-Route, der Route der Neun Heiligen Chedis, welche alle in der Provinz Chiag Rai liegen. Die Route beginnt beim Phra That Doi Chom Thong in Chiang Rai und endet wieder in Chiang Rai beim Phra That Chom Sak.
- Nationalparks:
  - Nationalpark Doi Luang (Thai: อุทยานแห่งชาติดอยหลวง) rund um den 1.694 Meter hohen Berg Doi Luang (ยอดดอยหลวง) – hier gibt es zahlreiche sehenswerte Wasserfälle, wie zum Beispiel dem Cham-Pa-Thong-Wasserfall (น้ำตกจำปาทอง) oder dem Pu-Kaeng-Wasserfall (น้ำตกปูแกง), sowie einige begehbare Höhlen, wie zum Beispiel die Tham Nang Phaya Pang (ถ้ำนางพญาปาง).

## Ausbildung
In Amphoe Phan befindet sich der Nebencampus Chiang Rai der Technischen Universität Rajamangala Lanna.

## Verwaltung

### Provinzverwaltung
Der Landkreis Phan ist in 15 Tambon („Unterbezirke“ oder „Gemeinden“) eingeteilt, die sich weiter in 234 Muban („Dörfer“) unterteilen.
| Nr. | Name           | Thai     | Muban | Einw.  |
| --- | -------------- | -------- | ----- | ------ |
| 01. | San Makhet     | สันมะเค็ด  | 19    | 10.422 |
| 02. | Mae O          | แม่อ้อ     | 20    | 09.367 |
| 03. | Than Thong     | ธารทอง   | 11    | 06.504 |
| 04. | Santi Suk      | สันติสุข    | 09    | 05.249 |
| 05. | Doi Ngam       | ดอยงาม   | 14    | 06.278 |
| 06. | Hua Ngom       | หัวง้ม     | 13    | 06.814 |
| 07. | Charoen Mueang | เจริญเมือง | 22    | 08.422 |
| 08. | Pa Hung        | ป่าหุ่ง     | 18    | 09.408 |
| 09. | Muang Kham     | ม่วงคำ    | 17    | 08.255 |
| 10. | Sai Khao       | ทรายขาว  | 17    | 09.854 |
| 11. | San Klang      | สันกลาง   | 18    | 08.400 |
| 12. | Mae Yen        | แม่เย็น    | 11    | 05.506 |
| 13. | Mueang Phan    | เมืองพาน  | 25    | 19.050 |
| 14. | Than Tawan     | ทานตะวัน  | 12    | 06.176 |
| 15. | Wiang Hao      | เวียงห้าว  | 08    | 03.436 |

### Lokalverwaltung
Es gibt zwei Kommunen mit „Kleinstadt“-Status (Thesaban Tambon) im Landkreis:
- San Makhet (Thai: เทศบาลตำบลสันมะเค็ด) bestehend aus dem kompletten Tambon San Makhet.
- Mueang Phan (Thai: เทศบาลตำบลเมืองพาน) bestehend aus Teilen des Tambon Mueang Phan.

Außerdem gibt es 14 „Tambon-Verwaltungsorganisationen“ (องค์การบริหารส่วนตำบล – Tambon Administrative Organizations, TAO)
- Mae O (Thai: องค์การบริหารส่วนตำบลแม่อ้อ) bestehend aus dem kompletten Tambon Mae O.
- Than Thong (Thai: องค์การบริหารส่วนตำบลธารทอง) bestehend aus dem kompletten Tambon Than Thong.
- Santi Suk (Thai: องค์การบริหารส่วนตำบลสันติสุข) bestehend aus dem kompletten Tambon Santi Suk.
- Doi Ngam (Thai: องค์การบริหารส่วนตำบลดอยงาม) bestehend aus dem kompletten Tambon Doi Ngam.
- Hua Ngom (Thai: องค์การบริหารส่วนตำบลหัวง้ม) bestehend aus dem kompletten Tambon Hua Ngom.
- Charoen Mueang (Thai: องค์การบริหารส่วนตำบลเจริญเมือง) bestehend aus dem kompletten Tambon Charoen Mueang.
- Pa Hung (Thai: องค์การบริหารส่วนตำบลป่าหุ่ง) bestehend aus dem kompletten Tambon Pa Hung.
- Muang Kham (Thai: องค์การบริหารส่วนตำบลม่วงคำ) bestehend aus dem kompletten Tambon Muang Kham.
- Sai Khao (Thai: องค์การบริหารส่วนตำบลทรายขาว) bestehend aus dem kompletten Tambon Sai Khao.
- San Klang (Thai: องค์การบริหารส่วนตำบลสันกลาง) bestehend aus dem kompletten Tambon San Klang.
- Mae Yen (Thai: องค์การบริหารส่วนตำบลแม่เย็น) bestehend aus dem kompletten Tambon Mae Yen.
- Mueang Phan (Thai: องค์การบริหารส่วนตำบลเมืองพาน) bestehend aus Teilen des Tambon Mueang Phan.
- Than Tawan (Thai: องค์การบริหารส่วนตำบลทานตะวัน) bestehend aus dem kompletten Tambon Than Tawan.
- Wiang Hao (Thai: องค์การบริหารส่วนตำบลเวียงห้าว) bestehend aus dem kompletten Tambon Wiang Hao.